# Kandertalbahn
| |                      |                             |                        |
| Streckennummer: | 9440                 |                             |                        |
| Kursbuchstrecke (DB): | 12733 ehemals: 731   |                             |                        |
| Kursbuchstrecke: | 303q (1946)          |                             |                        |
| Streckenlänge: | 12,9 km              |                             |                        |
| Spurweite: | 1435 mm (Normalspur) |                             |                        |
| Maximale Neigung: | 17 ‰                 |                             |                        |
| Minimaler Radius: | 200 m                |                             |                        |
| Streckengeschwindigkeit: | 40 km/h              |                             |                        |
| |                      |                             |                        |
| \| \| \| Rheintalbahn von Basel \| \| \| \| 0,200 \| Haltingen \| 269,68 m \| \| \| \| Rheintalbahn nach Karlsruhe \| \| \| \| 2,440 \| Binzen \| 271,4 m \| \| \| 4,510 \| Rümmingen \| 282,7 m \| \| \| 6,130 \| Wittlingen \| 288,6 m \| \| \| 7,255 \| Wollbach \| Wollbach \| \| \| 7,400 \| Wollbach (Baden) \| 298,7 m \| \| \| 9,900 \| Hammerstein \| 313,1 m \| \| \| 11,000 \| Kander \| Kander \| \| \| 11,569 \| Wolfsschlucht (Anst) \| Wolfsschlucht (Anst) \| \| \| 12,900 \| Kandern \| 346,2 m \| \| \| \| Malsburg-Marzell \| \| |                      |                             |                        |
| Strecke |                      | Rheintalbahn von Basel      | Rheintalbahn von Basel |
| Bahnhof | 0,200                | Haltingen                   | 269,68 m               |
| Abzweig geradeaus und nach links |                      | Rheintalbahn nach Karlsruhe |                        |
| Haltepunkt / Haltestelle | 2,440                | Binzen                      | 271,4 m                |
| Haltepunkt / Haltestelle | 4,510                | Rümmingen                   | 282,7 m                |
| Haltepunkt / Haltestelle | 6,130                | Wittlingen                  | 288,6 m                |
| Brücke über Wasserlauf | 7,255                | Wollbach                    | Wollbach               |
| Bahnhof | 7,400                | Wollbach (Baden)            | 298,7 m                |
| Haltepunkt / Haltestelle | 9,900                | Hammerstein                 | 313,1 m                |
| Brücke über Wasserlauf | 11,000               | Kander                      | Kander                 |
| Abzweig geradeaus und von rechts | 11,569               | Wolfsschlucht (Anst)        | Wolfsschlucht (Anst)   |
| Kopfbahnhof Streckenende · Betriebs-/Güterbahnhof Streckenanfang (Strecke außer Betrieb) | 12,900               | Kandern                     | 346,2 m                |
| Betriebs-/Güterbahnhof Streckenende (Strecke außer Betrieb) |                      | Malsburg-Marzell            | Malsburg-Marzell       |

Die Kandertalbahn (KTB; Alemannisch: Chanderli) ist eine Eisenbahnstrecke durch das Kandertal im Südwesten von Baden-Württemberg. Die 13 Kilometer lange Stichstrecke verbindet Haltingen an der Rheintalbahn mit Kandern und überwindet dabei einen Höhenunterschied von 77 Metern. Seit 1986 verkehren auf ihr regelmäßig nur noch Museumszüge.

## Geschichte
Die Kandertalbahn wurde am 1. Mai 1895 von einem Konsortium aus Vering & Waechter, Mitteldeutscher Creditbank und Moritz von Cohn in Betrieb genommen. Zum 1. April 1899 übernahm die Deutsche Eisenbahn-Betriebsgesellschaft AG (DEBG) die Kandertalbahn, zum 26. April 1963 die Südwestdeutsche Verkehrs AG (SWEG).
Die Hauptkunden im anfangs nicht unbeträchtlichen Güterverkehr waren die umliegenden Steinbrüche für den Versand von Steinen. Hierfür existierten in Kandern zunächst eine 900-mm-Schmalspurbahn, später eine Seilbahn sowie mehrere Anschlussgleise entlang der Strecke. Die Zahl der auf der Kandertalbahn beförderten Personen blieb insbesondere wegen des seit vielen Jahren von der DEBG und später von der SWEG betriebenen Bus-Parallelverkehrs recht gering.< Nachteilig war zudem die fehlende Direktverbindung nach Lörrach und nach Freiburg (Breisgau).
Werkstätte und Betriebsleitung hatten ihren Sitz in Kandern.
Nach einem Dammrutsch am 4. Juli 1983 bei Wollbach wurde der Verkehr zwischen Wollbach und Kandern eingestellt, der Personenverkehr offiziell zum 31. Dezember 1983. Die Einstellung des Güterverkehrs bis Wollbach erfolgte am 1. April 1985. Zum 14. April 1985 wurde die Strecke formal stillgelegt.
Danach übernahm der Zweckverband Kandertalbahn die Infrastruktur, der seit 1986 gemeinsam mit dem Kandertalbahn e. V. – dem Eigentümer der Fahrzeuge – hier eine Museumsbahn betreibt.
Zuweilen wird die Bahn heute noch genutzt, um Holz zu transportieren. Es existieren Ideen, die Bahnstrecke mittelfristig zu reaktivieren und in das Netz der S-Bahn Basel zu integrieren.

## Bahnstrecke Kandern–Malsburg-Marzell
In den Jahren 1907–1919 existierte eine private Schmalspurbahn von dem Bahnhof Kandern weiter bis zum Steinbruch Malsburg nördlich des Malsburger Ortskerns. Anders als andere Schmalspurbahnen in Baden hatte diese nur 900 mm Spurbreite und war ein Unikat im Großherzogtum Baden. Betreiber der Bahn war die Steinbruchgesellschaft aus Malsburg. Auch wenn auf der Strecke nie ein offizieller Personenverkehr stattfand, konnte die Eisenbahn doch die Wettbewerbsfähigkeit der Malsburger Schottergewinnung gewährleisten. Im Bahnhof Kandern wurde mithilfe eines werkseigenen Krans die Ware auf das öffentliche Schienennetz umgeladen.

## Museumsbetrieb
Seit 1969 gab es durch den Verein Eurovapor einen Museumsbetrieb, zunächst mit historischen Fahrzeugen der SWEG. Nach der Einstellung des Betriebes durch die SWEG wird der Museumsbetrieb seit 1986 durch den Zweckverband Kandertalbahn fortgeführt. Die Fahrzeuge befinden sich im Besitz des Vereins Kandertalbahn.
Die Saison startet traditionell am 1. Mai eines Jahres und geht bis Ende Oktober. Es wird jeden Sonntag dreimal zwischen Kandern und Haltingen gependelt, am 1. Mai, an Christi Himmelfahrt und zu dem Rossmärkt in Kandern verkehren zusätzliche Zugpaare mit dem Dieseltriebwagen. Es können auch Sonderzüge bestellt werden – sowohl mit Dampf als auch mit Diesel.
Kultstatus hat zwischenzeitlich der zweimal im Mai verkehrende Weinexpress erreicht. Hier werden auf jeder Station Wein und Anderes serviert.

## Triebfahrzeuge der Kandertalbahn e. V.
- Dampflok 30 (pr. T 3, 1904) Chanderli – 1955–1966 auf Kandertalbahn – in Hauptuntersuchung
- Dampflok 20 (ehemals AEV e. V., 1928) – seit 2019 auf Kandertalbahn – betriebsfähig
- Dampflok 7 (ehemals Denkmal in Staufen, 1907) Stauferle – 1907–1937 auf Kandertalbahn – in betriebsfähiger Aufarbeitung
- Dampflok 8532 (E 3/3, 1915) Tigerli – abgestellt in Kandern
- Dieseltriebwagen VT 3 (Waggonfabrik Werdau, 1928) – Europas ältester betriebsfähiger Dieseltriebwagen
- Dieseltriebwagen VT 109 (Maschinenfabrik Esslingen, 1955) – äußerlich aufgearbeitet, keine Fahrmotoren vorhanden
- Dieselkleinlok V 7 (Deutz, Typ A8L 614 R, 1957) – betriebsfähig

Personenwagen aus dem 19. und 20. Jahrhundert komplettieren den Fahrzeugpark.

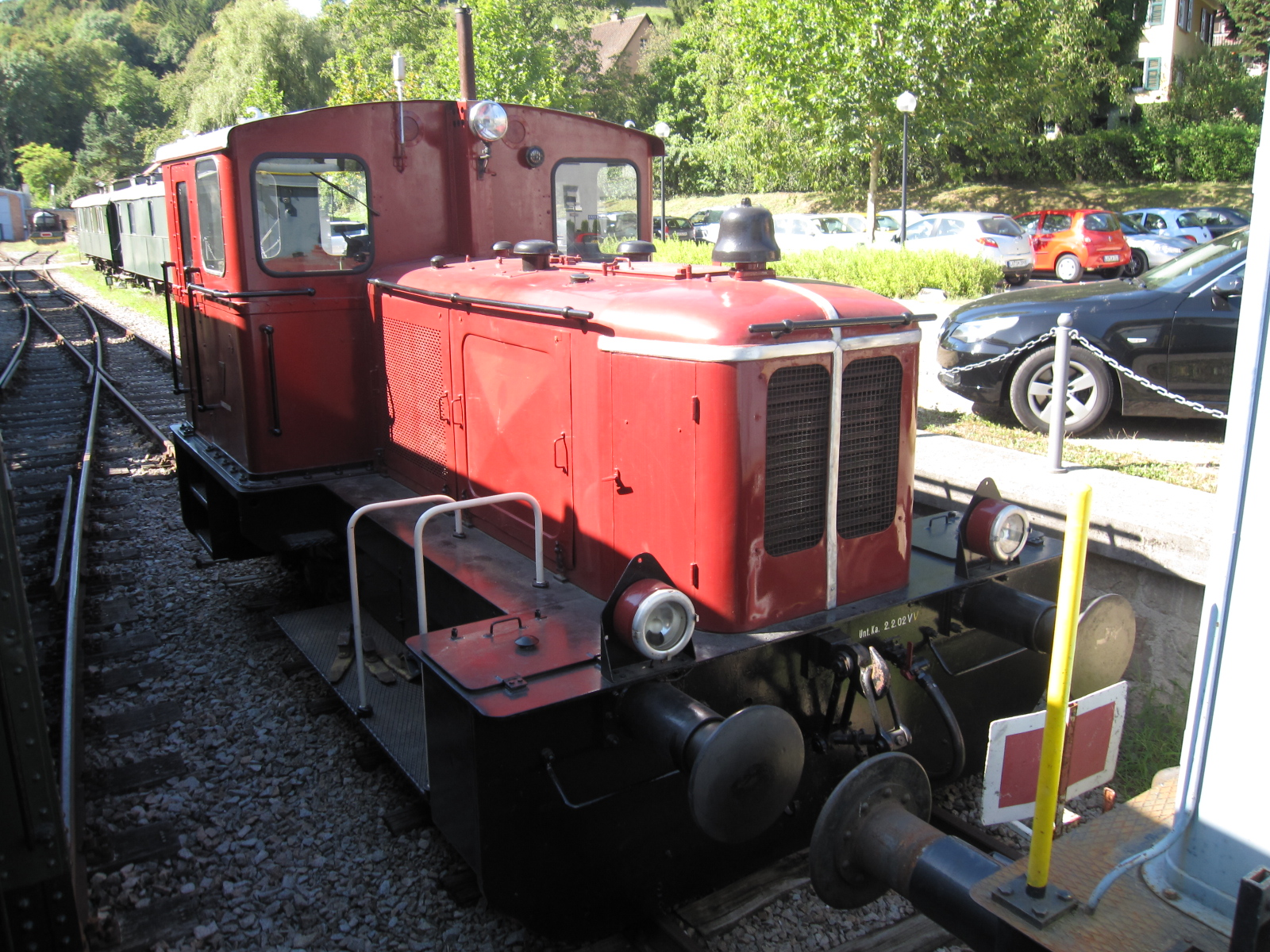
V 7 vor dem Bahnhof Kandern
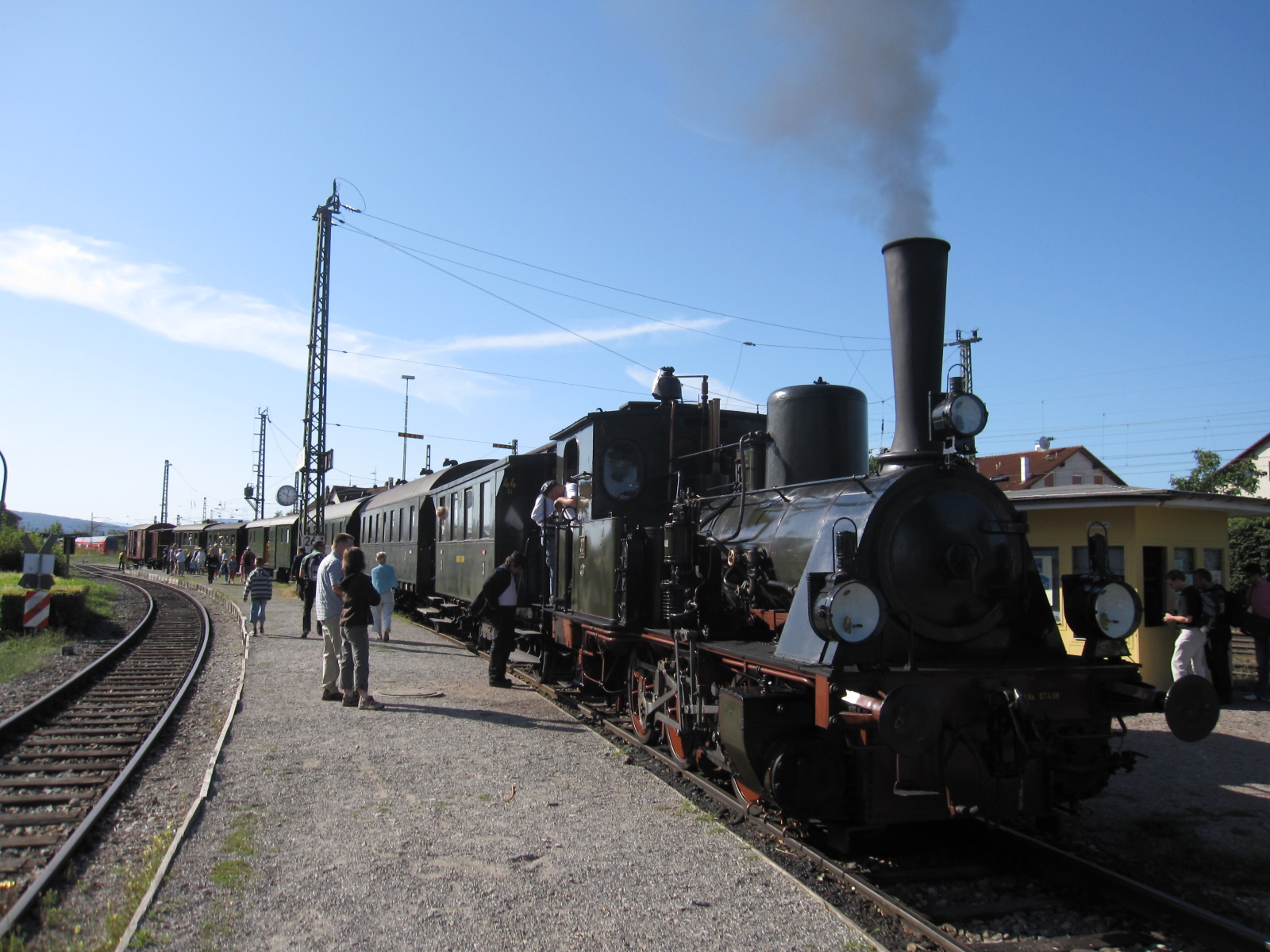
Lok 30 Chanderli bei Haltingen
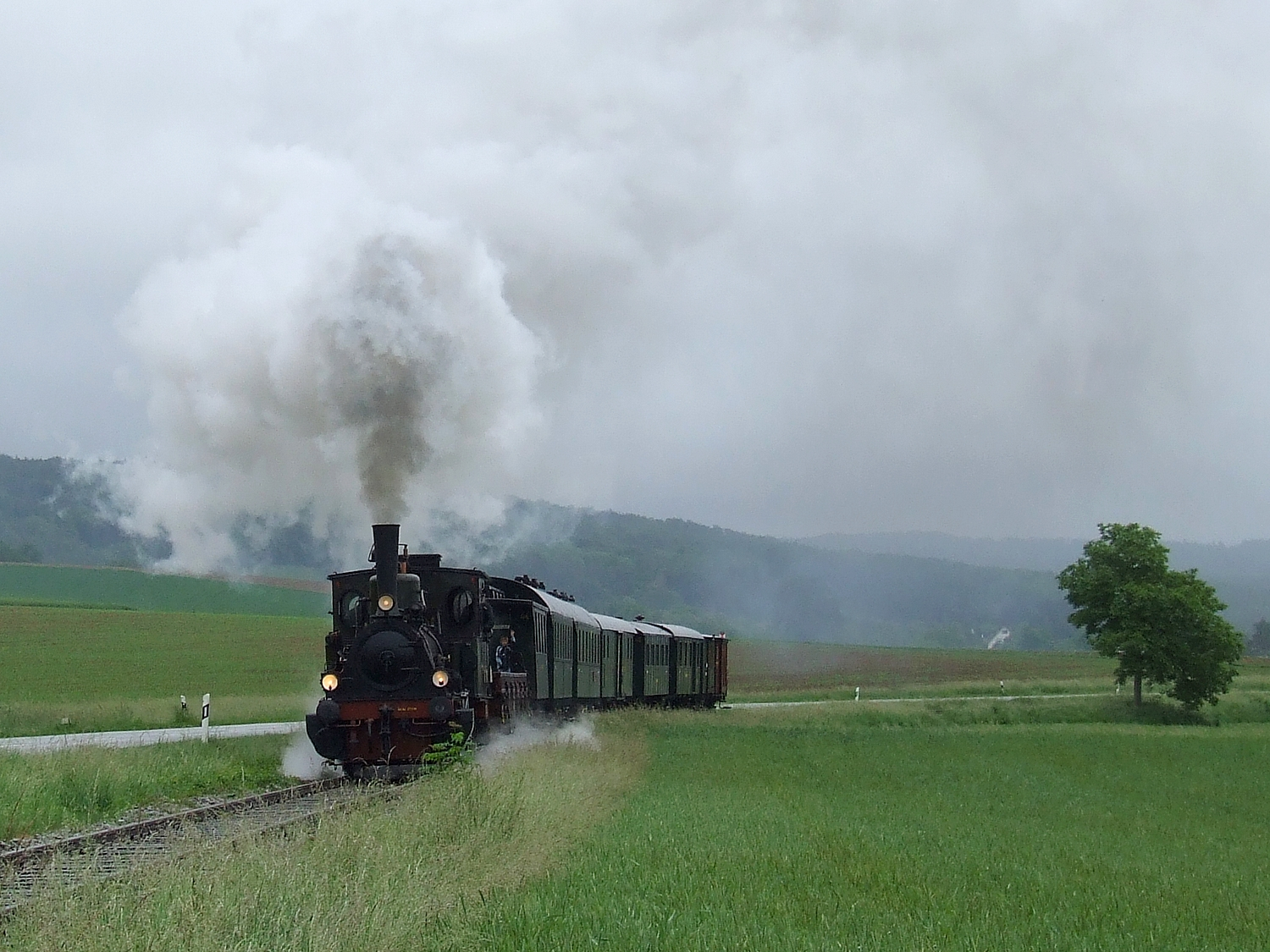
Lok 30 Chanderli in Bergfahrt kurz vor Hammerstein
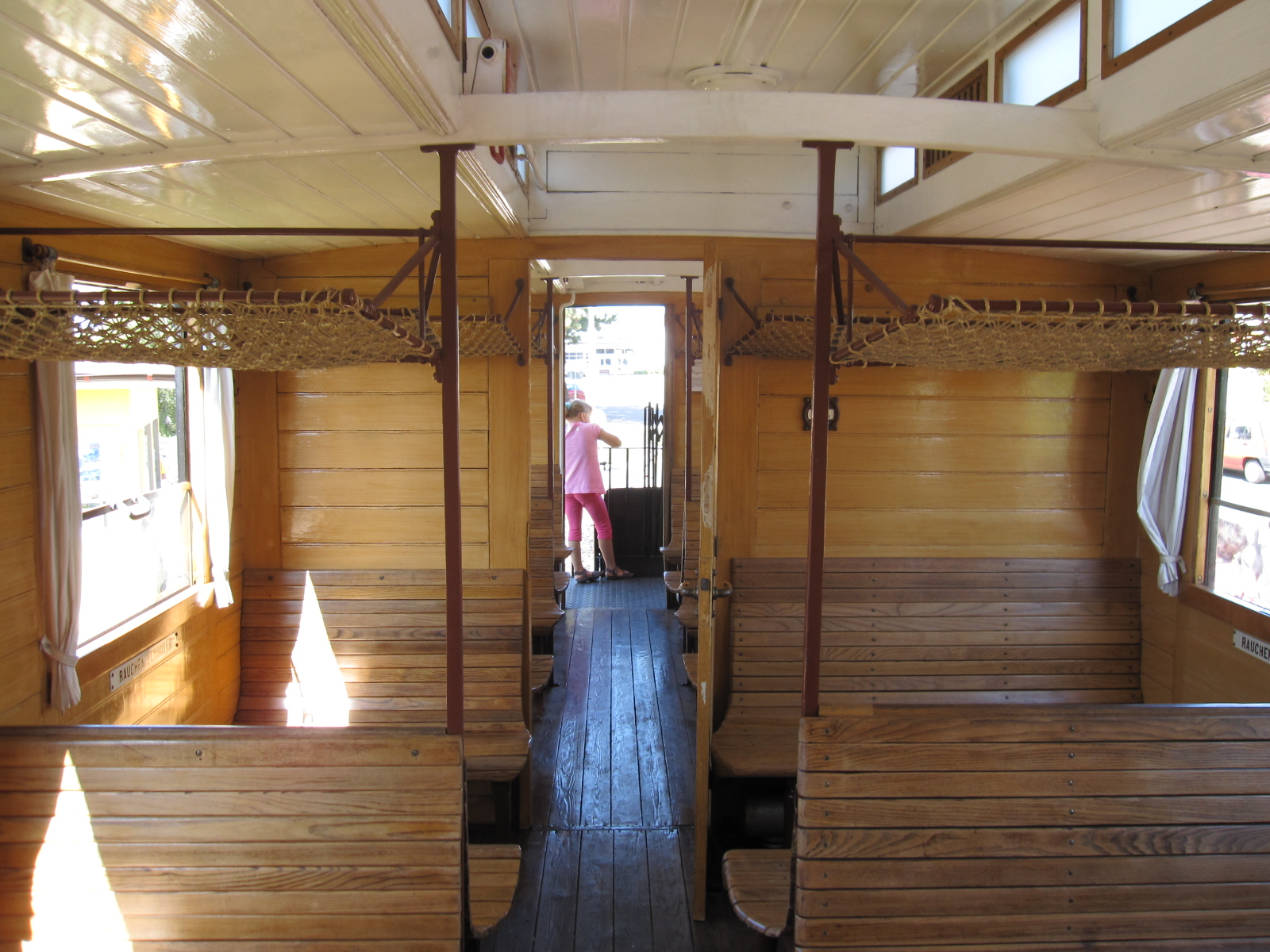
3.-Klasse-Wagen Ci 44 von 1894
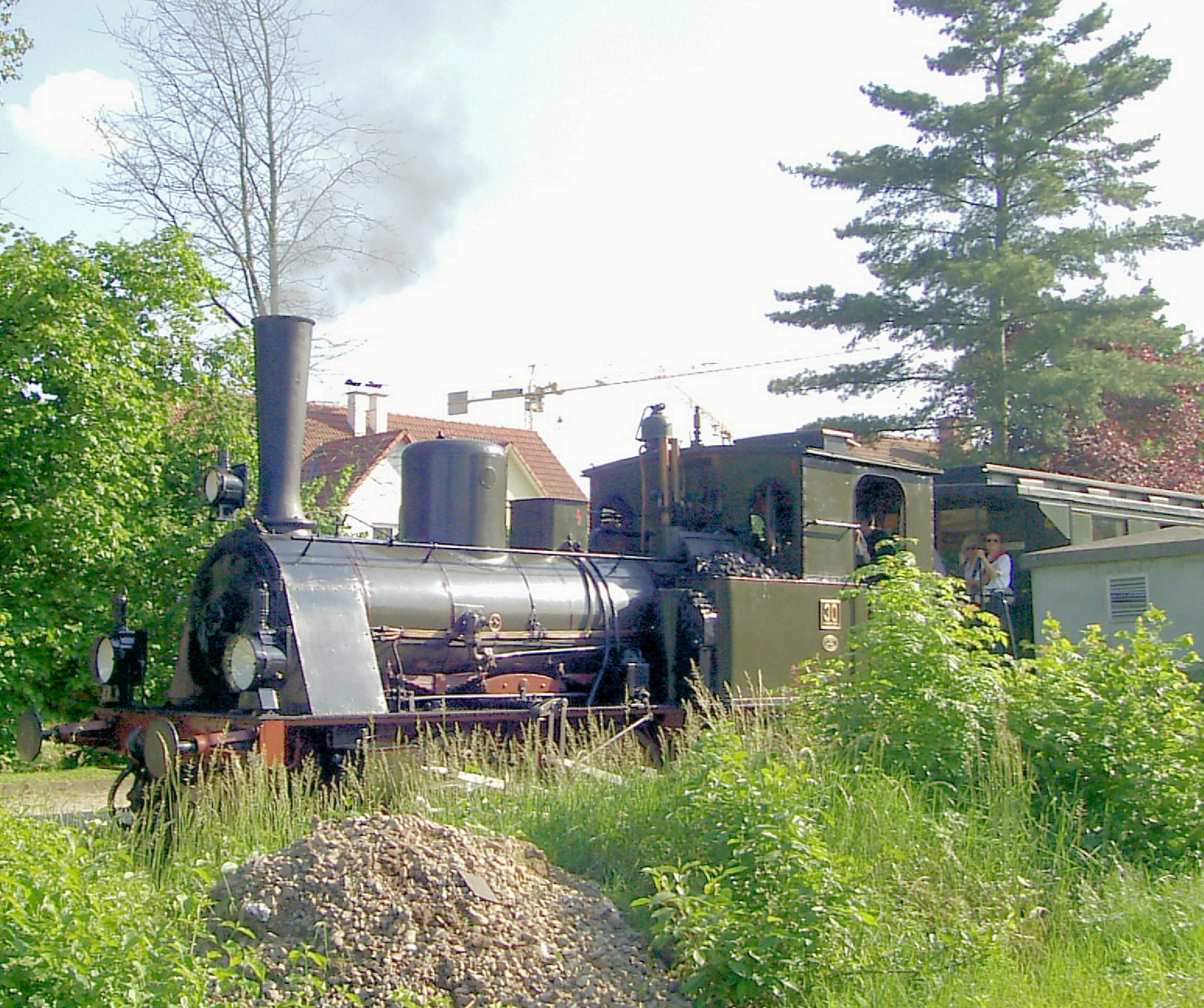
Lok 30 Chanderli in Binzen